# مامبرت ایکرز (کالیفرنیا)
مامبرت ایکرز (به انگلیسی: Mumbert Acres) یک منطقهٔ مسکونی در ایالات متحده آمریکا است که در شهرستان کالاوراس، کالیفرنیا واقع شده‌است. مامبرت ایکرز ۱٬۴۱۷ متر بالاتر از سطح دریا واقع شده‌است.